# Ngoako Ramatlhodi
Ngoako Abel Ramatlhodi (* 21. August 1955 in Tauetswala, auch Tauyatswala, in Nord-Transvaal) ist ein südafrikanischer Politiker, Studentenführer und Mitglied des African National Congress.

## Leben
Ramatlhodi kam in einem Dorf unweit von Potgietersrus (heute Mokopane) zur Welt und wuchs in dieser ländlichen sowie traditionell geprägten Atmosphäre auf. Sein Vater war ein Bergmann und seine Mutter Hausfrau. Seine Geschwister sind zwei Schwestern und drei Brüder. Als Kind trug der Spitznamen Montsho, da er das dunkelhäutigste Kind in der Familie war.
Seine Schulzeit verbrachte er in Tembisa, wo er sein Matric erwarb. Danach ließ er sich 1977 für ein Jurastudium an der University of the North einschreiben. Er wurde früh Mitglied der South African Students’ Organisation, die im Oktober desselben Jahres von der südafrikanischen Regierung gebannt wurde. In dieser Organisation übernahm er den Vorsitz des Central Cultural Committee. Dieses Gremium war dann auch die einzige aktive Vertretung der Studenten an dieser Universität, nachdem deren Studentenrat (Students’ Representative Council – SRC) auch gebannt worden war.
In dieser Zeit beteiligte sich Ramatlhodi an weiteren Aktivitäten und gehörte 1979 zu den Gründungsmitgliedern des Azanian Students Congress, der später sich in South African National Students Congress (SANSCO) umbenannte.
Bereits 1978 war er Mitglied des African National Congress (ANC) geworden und leistete in dieser Rolle an seiner Universität aktive Untergrundaktivität. Im März 1979 versuchte er eine Gedenkveranstaltung für die Opfer des Aufstandes von Sharpeville zu organisieren, wurde jedoch behördlicherseits daran gehindert. Dafür verwies ihn die Universitätsleitung der Hochschule. Er zog gegen diese Entscheidung vor Gericht und konnte einige Monate später die Wiederzulassung erlangen. Seine studentisch-politischen Aktivitäten weiteten sich während dieser Zeit immer mehr aus. Dabei musste Ramatlhodi mehrmalige Universitätsverweise und Verhaftungen hinnehmen.
1980 wurde ihm das weitere Studium an der University of the North verweigert. Daraufhin wandte er sich nach Johannesburg und arbeitete dort bis zum Verlassen des Landes für einen Rechtsanwalt.
Seine Erfahrungen mit den staatlichen Reaktionen auf sein bürgerschaftliches Engagement bewogen ihn 1980, dem militärischen Flügel (MK) des ANC beizutreten. Am 17. Juli 1980 verließ er Südafrika in Richtung Lesotho und setzte seit August 1981 das Studium an der National University of Lesotho fort. Während seinen Ferienzeiten nahm Ramatlhodi an Aktivitäten im MK teil, indem er sich in solchen Camps in Angola aufhielt. Später reiste er zu einem sechsmonatigen Ausbildungskurs in die Sowjetunion.
1981 bis 1983 war er als zweiter Sekretär des Committee for Action and Solidarity for Southern Africa (CASSAS) tätig. Diese Organisation setzte sich für die Einheit aller apartheidkritischen Studentenorganisationen in Südafrika ein.
Durch seine aktive politische Betätigung rückte er in der Mitte der 1980er Jahre bis in das Political-Military Council des MK für die Northern Front (d. h. Nord-Transvaal) auf. Fast zeitgleich, von 1982 bis 1983 wirkte er als Sekretär für öffentliche und internationale Fragen im Students’  Representative Council der National University of Lesotho. Im Zeitraum 1983–84 war er gewählter Präsident dieses Studentenrates und kam dadurch als ex-officio-Mitglied in den Universitätsrat. Zusätzlich zu allen politischen Aktivitäten erwarb er hier 1984 seinen Bachelor of Arts und 1986 seinen LLB.
Nach seinem zweiten Universitätsabschluss verließ er Lesotho und ging nach Simbabwe. Dort übernahm Ramatlhodi die Leitung des Regional Political-Military Committee (RPMC) der ANC-Repräsentanz in diesem Land. Seinen Aufenthalt in Harare nutzte er seit Mai 1986 zum Erwerb eines Master of Science auf dem Gebiet „Internationale Beziehungen“ von der University of Zimbabwe, den er 1988 mit sehr guten Ergebnissen abschloss.
Zwischen 1988 und 1992 konnte er in Lusaka (Sambia) und London (Großbritannien) als politischer Sekretär und Assistent des damaligen ANC-Präsidenten Oliver Tambo unmittelbar an den internationalen Beziehungen seiner Organisation mitwirken. Dabei diente Ramatlhodi als Sekretär des politischen Komitees des ANC-Präsidenten und der ANC-Kontrollkommission. Die Kontrollkommission, ein Gremium zur Erkennung von Problemfällen und Ineffektivität, bestand aus fünf Mitgliedern, neben dem Präsidenten und dem Generalsekretär aus drei weiteren einflussreichen Mitgliedern. Während dieser Zeit hatte er eine enge Zusammenarbeit mit Oliver Tambo, wozu tägliche Beratungen, gemeinsame Reisen und Teilnahme an dessen Empfängen gehörten, zudem schrieb er viele Redeentwürfe und führte das Personal in Büro des ANC-Hauptquartiers. Faktisch war er der persönliche Gesandte des ANC-Präsidenten.
Durch von Frederik Willem de Klerk eingeleiteten Reformen konnte er im Juli 1990 nach Südafrika zurückkehren; die Regierung hatte ihre Restriktionen gegen den ANC und weitere Organisationen aufgehoben. Kurz danach wählte ihn die Universitätsleitung der University of the North (Turfloop) zum Stellvertreter des Registrar und persönlichen Assistent des Rektors der Universität. Gleichzeitig lehrte er als lecturer Völkerrecht an dieser Hochschuleinrichtung.
Ende 1991 übernahm Ramatlhodi die Leitung der ANC-Strukturen in der Northern Province / Limpopo, was er bis 1996 tat, und wurde Mitglied des Nationalen Exekutivkomitees des ANC (National Executive Committee – NEC).

## Politische Funktionen seit 1994
Zur Parlamentswahl 1994 führte Ramatlhodi die Liste zur Provinzvertretung an und erhielt 96 Prozent der abgegebenen Stimmen. Schließlich wurde er Premierminister der Region (Northern Province), die spätere Provinz Limpopo.
Die Funktion des Premierministers der Provinz Limpopo übte er in zwei Wahlperioden vom Mai 1994 bis zum 22. April 2004 aus.
Seit 2006 war er der Vorsitzende des Council of the Private Security Industry Regulatory Authority (deutsch etwa: „Rat für die Regulierungsbehörde der privaten Sicherheitsindustrie“), ein Aufsichtsgremium über dessen Behörde mit den Aufgaben, in diesem Wirtschaftssektor die Vertrauenswürdigkeit und Sicherung des öffentlichen demokratischen Interesses zu garantieren und einen Verhaltenskodex durchzusetzen.
Zwischen 2004 und 2009 war übte er die Funktion des Direktors des ANC Policy Institute aus und leitete seit 2008 den ANC-Wahlausschuss. Aufgrund seines beruflichen Hintergrunds ist er seit 2010 auch Mitglied der Judicial Service Commission im ANC.
In der Nationalversammlung war er von 2009 bis 2010 als Vorsitzender des Portfolio Committee on Justice and Constitutional Development tätig.
Vom 1. November 2010 bis zum 25. Mai 2014 war er Kabinettsmitglied (Kabinett Zuma II) unter Präsident Jacob Zuma und leitete als stellvertretender Minister das Ressort für Strafvollzugseinrichtungen (Correctional Services). Auf der 53. Nationalkonferenz des ANC 2012 wurde Ramatlhodi in das National Executive Committee seiner Partei gewählt.
Unter Präsident Zuma diente er auch als Minister für Bergbau (Mineral Resources) vom 26. Mai 2014 bis zum 22. September 2015.
Seit dem 23. September 2015 wirkte er als Minister für Öffentlichen Dienst und Verwaltung (Public Service and Administration), weil sein Vorgänger Collins Chabane im März bei einem Autounfall starb.
2017 wurde er durch Präsident Zuma von dieser Funktion abberufen. Hintergrund war ein früherer Konflikt mit einer Bergbaulizenzvergabe für den Glencore-Konzern. Seine Nachfolgerin im Ministeramt wurde Faith Muthambi. Er legte im April 2017 auch sein Parlamentsmandat nieder. Im Jahr 2017 nahm die südafrikanische Polizei Ermittlungen gegen Ngoako Ramatlhodi auf, da er von einem Gewalttatopfer als vermeintlich verantwortlich für einen Anschlag mit kochendem Wasser bezeichnet wurde.

## Parlamentsmandate
- Member of National Assembly, vom 6. Mai 2009 bis 6. Mai 2014
- Member of National Assembly, vom 21. Mai 2014 bis 30. März 2017 (Wahlkreis 154 Fochville, West Rand)

## Persönliches
Ngoako Ramatlhodi war seit 1983 mit Ouma Ramatlhodi verheiratet. Aus dieser Verbindung ging ein Sohn hervor. Die Ehe wurde geschieden. Später heiratete er Mathuding Ramatlhodi.
In seiner Freizeit betätigt er sich als Poet und schreibt an Dramen. In seiner Studentenzeit wurde er dazu von Sam Mahangwane und Thami Mnyele († Juni 1985 in Botswana) inspiriert, beide frühe politische Dramenschreiber.
Im Jahr 2009 erhielt er von der südafrikanischen Anwaltsvereinigung (Bar of South Africa) seine Zulassung.

## Ehrungen
- 2009: Honorary Doctor of Law Degree von der University of Limpopo[6]